# Johann Christian Friedrich Heinzelmann
Johann Christian Friedrich Heinzelmann (* 24. Juli 1762 in Meldorf; † 12. Mai 1830 ebenda) war ein Landvogt in Süderdithmarschen.

## Leben und Wirken
Heinzelmanns Vorfahren sind seit dem 17. Jahrhundert bekannt. Eine Person namens Johann Heinzelmann (* 1626 in Breslau) arbeitete 1645 als Magister in Wittenberg, als Rektor am Cöllnischen Gymnasium Berlin und zuletzt als Superintendent in Salzwedel. Es folgten drei Generationen, unter denen namhafte Theologen zu finden sind. Diese wirkten in der Altmark, in Gardelegen, Salzwedel und Hehlingen.
Johann Christian Friedrich Heinzelmanns Vater namens Rudolph Friedrich Otto Heinzelmann (* 20. April 1738 in Hehlingen; † 19. April 1805 in Salzwedel) war von 1759 bis 1764 Konrektor der Meldorfer Gelehrtenschule, anschließend Rektor in Salzwedel sowie Prediger in Crevese. Ab 1786 arbeitete er als Inspektor in Salzwedel-Neustadt. Er war verheiratet mit Augusta Charlotte Mariana, geborene Remmers († 8. Oktober 1769 in Salzwedel). Ihr Vater Johann Anton Remmers arbeitete als Gerichtsaktuar in Meldorf.
Am 11. Oktober 1781 schrieb sich Heinzelmann für ein Theologiestudium an der Universität Halle/Saale ein. Danach unterrichtete er als Philologe am Pädagogium in Halle. Am 16. Oktober 1789 schrieb er sich an der Universität Göttingen ein, wo er Jura studierte. 1791 ging er an die Kollegien nach Kopenhagen; seinerzeit der übliche Einstieg in eine Laufbahn als Verwaltungsjurist. 1793 wurde er Bevollmächtigter der Deutschen Kammerkanzlei der Rentenkammer, zwei Jahre später dortiger Sekretär. Ab 1797 verwaltete er auch die Tabellenwerke der Herzogtümer. 1800 wurde er zum Kammerrat, 1802 zu Justizrat ernannt. Im August 1804 wurde er Kommittierter der Rentenkammer.
Am 8. Dezember 1804 wurde Heinzelmann Deputierter der Deutschen Kanzlei, 1805, Etatsrat und am 27. Juni 1806 Landvogt von Süderdithmarschen. Ab 1807 arbeitete er auch als Inspektor des Kronprinzenkoogs. 1817 wurde er Konferenzrat.
Heinzelmann ließ in Meldorf ein repräsentatives Haus am Nordermarkt errichten. Mit Erlaubnis des Königs befand sich hier auch das Büro des Landvogtes. Das Haus existierte bis zum Abriss 1863. Anschließend wurden die Räumlichkeiten im neu gebauten Landratsamt untergebracht.

## Tätigkeiten als Jurist
Warum Heinzelmann die Lehrtätigkeit beendete und nochmals studierte, ist nicht dokumentiert. Dass über Verwandtschaften mütterlicherseits Kontakte nach Kopenhagen entstanden, die ihm Zugang zu einer Stelle in Kopenhagen verschafften, ist bekannt. Da seine Mutter aus Meldorf stammte, erfüllte er auch die Bedingungen des im Januar 1776 von Detlev von Reventlow erlassenen Indigenatsgesetzes.
Geprägt von seinem Elternhaus, den Hochschulbesuchen und der Lehrtätigkeit verfügte Heinzelmann über seinerzeit breite Kenntnisse. Während seiner Zeit in Kopenhagen erwies er sich auch als Kenner des Finanz- und Geldwesens. Als Leiter des „Tabellenwerks“ sammelte er statistische Daten der Herzogtümer.
Während der Besetzung durch schwedisch-russische Soldaten von 1813 bis 1815 befahlen die Schweden Heinzelmann in die Regierungskommission, die die Verwaltung leitete. Nach dem Dänischen Staatsbankrott von 1813 und dem neuen Reichsbanktaler gingen auch die Herzogtümer bankrott. Der König ernannte daraufhin am 11. Mai 1816 eine Kommission, zu der auch Heinzelmann gehörte. Die Kommission sollte Vorschläge erarbeiten, wie das Verhältnis der Herzogtümer zur Reichsbank neu geregelt werden könne. Heinzelmanns Vorschlag erschien 1838 im Kieler Correspondenzblatt.
1816 trat eine neue Kommission für die ständische Vertretung unter Johann Sigismund von Mösting zusammen. Heinzelmann vertrat in dieser Kommission die ländlichen Bezirke. Die Kommission sollte erarbeiten, wie die ständische Einrichtung im Herzogtum Holstein, die aufgrund von Artikel 13 der Wiener Bundesakte notwendig wurde, umgesetzt werden könne. Heinzelmann schlug vor, ein Einkammernsystem zu etablieren. Gutsbesitzer, die Städte und das flache Land sollten Sitze im Verhältnis 12:11:16 bekommen. Dieser Vorschlag wurde Jahrzehnte später, am 15. Mai 1834, in Teilen umgesetzt.

## Familie
Heinzelmann war verheiratet mit Jakobine Rahbek (* 1777 in Kopenhagen; † 7. Januar 1855 in Meldorf). Ihr Vater Jakob Rahbek arbeitete in  Kopenhagen als Zollverwalter und Justizrat. Das Ehepaar bekam den Sohn Ludwig Gustav (* 28. September 1803 in Altona; † 17. Oktober 1861 ebenda). Dieser war Hardesvogt und Oberpräsident in Altona.
Heinzelmanns Ehefrau war eine Halbschwester des Gelehrten Lyne Rahbek und Heinzelmann mit der Heirat Schwager des späteren Heider Landvogts Christian Matthias Jakob Johannsen. Die Ehefrauen Rahbeks und Johannsens namens Agneta Sophia und Jakobine pflegten enge Freundschaften mit Friedrich VI.

## Ehrungen
Heinzelmann wurde 1809 zum Ritter vom Dannebrog und 1828 zum Dannebrogsmann ernannt.